# Steven Keats
Steven Paul Keats (The Bronx, 6 febbraio 1945 – Manhattan, 8 maggio 1994) è stato un attore statunitense.

## Filmografia parziale

### Cinema
- Gli amici di Eddie Coyle (The Friends of Eddie Coyle), regia di Peter Yates (1973)
- Il giustiziere della notte (Death Wish), regia di Michael Winner (1974)
- 40.000 dollari per non morire (The Gambler), regia di Karel Reisz (1974)
- Hester Street, regia di Joan Micklin Silver (1975)
- Gli uomini falco (Sky Riders), regia di Douglas Hickox (1976)
- La corsa più pazza del mondo (The Gumball Rally), regia di Charles Bail (1976)
- Black Sunday, regia di John Frankenheimer (1977)
- Hangar 18, regia di James L. Conway (1980)
- Terrore in città (Silent Rage), regia di Michael Miller (1982)
- Turk 182, regia di Bob Clark (1985)

### Televisione
- La ragazza del computer (Promise Him Anything) – film TV (1975)
- Settima strada (Seventh Avenue) – miniserie TV (1977)
- Spiaggia a Zuma (Zuma Beach) – film TV (1978)
- La scimmia d'avorio (The Ivory Ape) – film TV (1980)
- La ballata della sedia elettrica (The Executioner's Song) – film TV (1982)
- Yellow Rose (The Yellow Rose) – serie TV, 3 episodi (1983)
- Ai confini della realtà (The Twilight Zone) – serie TV, episodio 1x07 (1985)
- La valle dei pini (All My Children) – soap opera, 8 puntate (1992)
- La mia piccola donna (Lies of the Heart: The Story of Laurie Kellogg) – film TV (1994)

## Doppiatori italiani
Nelle versioni in italiano delle opere in cui ha recitato, Steven Keats è stato doppiato da:
- Massimo Turci ne Il giustiziere della notte
- Roberto Pedicini ne La signora in giallo (ep. 1x14)
- Teo Bellia ne La signora in giallo (ep. 2x06)
- Saverio Moriones in Law & Order - I due volti della giustizia